# Alicja Dąbrowska (aktorka)
Alicja Dąbrowska (ur. 2 lipca 1983 w Zakopanem lub Poznaniu) – polska aktorka.

## Życiorys
Jest absolwentką Akademii Teatralnej w Warszawie z 2006. W 2008 otrzymała nagrodę im. Andrzeja Nardellego za rolę Abigail Williams w przedstawieniu Czarownice z Salem Arthura Millera w reżyserii Piotra Dąbrowskiego. W latach 2009–2011 pracowała w Teatrze im. St. I. Witkiewicza w Zakopanem, w którym wcześniej zagrała rolę Betty Paris w spektaklu Czarownice z Salem A. Millera (1998).
Jest córką aktora Piotra Dąbrowskiego i aktorki Kariny Krzywickiej.

## Role filmowe
- 2006: Oficerowie jako charakteryzatorka
- 2007: Katyń jako aktorka
- 2007: Świadek koronny jako Małgośka Sarnecka
- 2007: Odwróceni jako Małgośka Sarnecka
- 2008: Glina jako Marta
- 2008: Na dobre i na złe jako Ada
- 2008: Jeszcze raz jako Zuza
- 2009: Rewers jako sekretarka
- 2010: Ratownicy jako aktorka
- 2012: Prawo Agaty jako szefowa agencji (odc. 22)
- 2014: Komisarz Alex jako wróżka Natalia (odc. 74)
- 2015: Pakt jako Monika, dziennikarka Kuriera
- 2019: Władcy przygód. Stąd do Oblivio jako Klaudia – matka Franka
- 2019: Echo serca jako Ewa Stomma
- 2020: O mnie się nie martw jako Łucja (odc. 151)
- 2020-2024: Policjantki i policjanci jako  Lena Kamińska
- 2021: Receptura[3] jako detektyw Lidia Mazur

## Role teatralne
- 1997: Czarownice z Salem jako Betty Parris
- 2004: Da-da du-du, wieczór niespodzianek jako Karolina
- 2005: Bez imienne dzieło jako Róża Van der Blast
- 2005: Trzy siostry jako Natasza Iwanowna
- 2007: Czarownice z Salem jako Abigail Williams
- 2008: Oto idzie panna młoda jako Judy Westerbill
- 2009: Ccy-Witkac-y
- 2010: Between (Rondo)
- 2011: Lalki
- 2011: Blondynki wolą mężczyzn
- 2011: Dieta cud jako Lidka